# 李龙熙
李龙熙（中国朝鲜语：／，1963年6月—），男，朝鲜族，吉林梅河口人，中华人民共和国政治人物，中国共产党党员。延边农学院兽医系兽医专业毕业，吉林大学经济管理学院国民经济计划与管理专业在职研究生学历。

## 生平
1986年7月参加工作。历任共青团延边州委书记，中共延边州委组织部副部长，共青团吉林省委副书记、书记、省青联主席，长春市人民政府副市长等职。2007年4月，任中共延边州委副书记、代理州长，同年12月正式当选。2008年当选为第十一届全国人大代表。2018年1月，当选第十三届全国政协委员。2013年1月，任吉林省人大常委会副主任。2013年5月，任吉林省人大常委会副主任兼吉林省总工会主席。2015年12月，任吉林省人大常委会副主任。2018年10月25日，中华全国总工会第十七届执行委员会召开第一次全体会议，选举全总十七届执委会主席、副主席和主席团委员，他当选为全总主席团委员。
2022年2月，当选为长春市政协主席。